# Buket Bengisu
Buket Bengisu (Istanbul, 19 luglio 1978) è una cantante turca, rappresentante della Turchia all'Eurovision Song Contest 2002 con il brano Leylaklar soldu kalbinde.

## Biografia
Cresciuta in una famiglia di musicisti, Buker Bengisu ha studiato canto al Conservatorio di Istanbul. Il 15 febbraio 2002 ha partecipato a 25. Eurovision Şarkı Yarışması Türkiye Finali, la selezione turca per l'Eurovision cantando il suo inedito Leylaklar soldu kalbinde. È stata incoronata vincitrice dopo avere ottenuto il voto di tutti e cinque i giurati. All'Eurovision Song Contest 2002, che si è tenuto il successivo 25 maggio a Tallinn, si è piazzata al 16º posto su 24 partecipanti con 29 punti totalizzati.

## Discografia

### Singoli
- 2002 – Leylaklar soldu kalbinde (con il Grup Safir)